# 正義会教団
正義会教団（せいぎかいきょうだん）は、山口義一によって設立された、霊友会系教団の一つであり新宗教である。「正義」とは霊友会の久保角太郎の法名に因んでいる。

## 設立者
- 山口義一（教主様）
- 山田正江

## 教義
西田無学が提唱した在家による法華経の先祖供養をベースとする霊友会の教義を引き継ぐ。しかし、のちに「先祖供（ぎょう、と読む。敬・行）養道」を掲げ、また「南無釈迦牟尼仏・南無多宝塔・南無十万分身諸仏」を本尊とするようになった。現在はその本尊に四菩薩」を加え、新しい本尊として定めている。また心を浄化するには体から浄化する必要があるとして、調身・調息（三段呼吸・三重念息）、妙法稱、懺悔文からなる「法華禅」を行うなど、霊友会色の脱皮を図っている。

## 沿革
山口義一は、知人から金が儲かる宗教があるという誘いを受けて、昭和8年に霊友会に入信。義一は小谷喜美から業の深さを指摘され、毎日朝夕3時間ずつ読経を続け病気が治るという体験があった。のちに妻の正江を導き入信させ、1年間で5000人を霊友会に入信させたことから、翌9年には山口支部の支部長となった。
しかし同年にある支部員が入信させた人がジフテリアで死亡し暴力団関係の事件となった。このことから久保角太郎から導いた信者が一人もいなくなるまで戻ってきてはならぬと言い渡され、霊友会への出入りを一時禁じられた。昭和12年に復帰、18年に再び山口の支部長となった。しかし昭和24,25年の霊友会事件があり、義一は教団内の改革派であったが教団に留まるつもりだったという。しかし小谷喜美より罵倒されたのを契機として翌26年霊友会を脱会。同年12月8日に千葉県船橋市の信者宅で「霊友正義会」と称し教団を組織し市川市に本部を置く。翌27年2月8日に千葉県船橋市に本部を移転、教団名を「正義会」と改称、義一は理事長、妻の正江は会長に就任した。昭和28年には、総供養という万霊供養的な秘儀を考案した。
義一は霊友会の供養方法が西田無学にその原点を見出し、ほぼ毎月に渡り西田の墓前に参じ、西田の孫である老婦人に教えを乞うた。そこで先祖が根本として、あらゆる者が自分の先祖と考えるなら対立は生れないという観点から、当時隆盛にあった創価学会の南無妙法蓮華経という題目で救われるのではないと確信し、昭和31年に「先祖供（敬・行）養道」を掲げて、それまで日蓮真筆とする「十界互具の曼荼羅」から義一が自筆した本尊に変更、題目の代わりに「南無先祖供（敬・行）養道」と唱えた。しかしこれが不幸してか、昭和29,30年に5万人いた信徒数が伸びないどころか半減した。
これを反省してさらなる法華経の研究を続け、昭和42年10月18日に「南無釈迦牟尼仏・南無多宝塔・南無十万分身諸仏」を新しい本尊と定め、本仏釈迦牟尼世尊が根本であると位置づけて再出発した。翌年釈尊誕生の日である4月8日に、法統継承式と称して西田無学の孫である西田正平を招き、新本尊開眼式を行った。義一はこの時をもって「西田無学常不軽大士法統」を名乗るようになった。また同年10月18日、新しい経巻である「法華禮懺要典」（朝夕の勤行）を刊行し、再び「南無妙法蓮華経」に戻した。教団ではこれを「妙法稱（みょうほうどなえ）」といい、独特な唱題をあげる。また同年にその修行の為として千葉県館山市に講堂の建設に着手し、昭和35年に身延山に代わる教団内の聖地として修行道場を設定。
昭和44年2月8日には、本部を館山市に移転し、三昧堂を建設。この三昧堂において義一は「法華禅」をあみだした。
昭和51年、西田無学の墓参の折、教団の霊感者たちに「もはや西田無学の時代ではなく、正義会の時代である」という啓示があったとされ、翌年52年に、それまでの本尊に四菩薩」を加え、また新しい経巻である「法華経要典」を刊行し、現在に至っている。